# Tai (elefante)
Tai (Tailândia, 4 de novembro de 1968 - Fredericksburg, 7 de maio de 2021) foi uma elefante-asiático atriz tailandesa, personagem de inúmeros filmes de Hollywood, principalmente os filmes "Operation Dumbo Drop", "Larger than Life" e "Water for Elephants".
Capturada na selva da Tailândia, foi vendida para uma empresa organizadora de passeios de elefante, shows e eventos, bem como filmes e participações em comerciais, em 1978. 
Estreou no cinema em "Big Top Pee-wee" em 1988. Depois disto, atuou em mais de uma dúzia de longas-metragens, trabalhando ao lado de atores como: Paul Reubens, Jason Scott Lee, Danny Glover, Bill Murray, Brendan Fraser, Reese Witherspoon e outros.
No filme "Water for Elephants" surgiram imagens de vídeos da preparação do longa, com maus tratos com a elefante, o que foi desmentido pela produção. Porém, a People for the Ethical Treatment of Animals organizou protestos para a implementação de uma lei impedindo o uso de animais em set de filmagens. A produtora do filme organizou um leilão no eBay com uma pintura de Tai, bem como um pôster autografados com os atores, para arrecadar fundos para pesquisas da cura do "Elephant endotheliotropic herpesvirus" (EEHV), um herpesvírus que pode matar os elefantes. Com este evento, os protestos foram diminuídos em importância.

## Morte
Tai morreu em maio de 2021 de insuficiência renal.

## Filmografia
- Big Top Pee-wee (1988)
- The Jungle Book (1994)
- Operation Dumbo Drop (1995)
- Larger than Life  (1996)
- George of the Jungle (1997)
- Meet the Deedles (1998)
- The Scorpion King (2002)
- Looney Tunes: Back in Action (2003)
- Vanity Fair (2004)
- Circus (2008)
- Exit Through the Gift Shop (2009)
- Water for Elephants (2011)
- Westworld (2018)
- Saving Flora (2018)